# Linea delle Rive
La linea delle Rive, o Rivabahn nel periodo asburgico, era una linea ferroviaria che raccordava gli scali merci delle due principali stazioni della città di Trieste, Trieste Campo Marzio Smistamento, presso Trieste Campo Marzio, e Trieste Centrale Scalo (in origine Barcola Smistamento), presso Trieste Centrale, tramite un percorso che si snodava lungo le rive della città giuliana.

## Storia
Lo sviluppo incessante del porto triestino alla fine del XIX secolo aveva rivelato la necessità di allargare gli spazi portuali, con conseguente spostamento di una parte delle attività in un'area a meridione del golfo triestino. La costruzione nella stessa zona sud della città della seconda stazione ferroviaria di Trieste, la Trieste Sant'Andrea, a servizio della ferrovia Trieste-Erpelle gestita dalle ferrovie imperiali austriache (KKStB), impose la necessità di un collegamento tra le due stazioni ferroviarie cittadine. L'unica soluzione economica e rapida ritenuta a quel tempo possibile dalla kkStB fu la posa di un binario provvisorio lungo le rive cittadine che fungesse allo scopo, nacque la linea delle Rive o Rivabahn.
La linea ferroviaria fu inaugurata il 5 luglio 1887.
Nelle intenzioni iniziali, la Rivabahn avrebbe dovuto avere carattere temporaneo, tuttavia restò in servizio per novantaquattro anni, in particolare a causa degli elevati costi di costruzione che un tracciato alternativo avrebbe richiesto, dato che per necessità avrebbe dovuto essere sotterraneo per "sottopassare" la città.
La linea ferroviaria attraversava la città in sede stradale, affiancata e attraversata da numerosi binari di raccordo, avendo dunque delle caratteristiche simili a quelle tramviarie. Per motivi di sicurezza furono imposte restrizioni alla circolazione ferroviaria, come ad esempio il limite di velocità a passo d'uomo (5 km/h) e l'accompagnamento dei convogli da un agente manovratore a terra che li precedeva. Tra le consuete iconografie del centro triestino c'era quindi l'immagine delle lunghe "tirate" di carri merci che sfilavano lentamente accompagnate dall'agente con la bandiera rossa di rito.
Questa linea posata a ridosso dei più importanti spazi urbani rimase una presenza consueta fino all'apertura all'esercizio della linea di circonvallazione triestina, avvenuta il 31 maggio 1981.

## Caratteristiche
La ferrovia era a singolo binario a scartamento normale da 1435 mm.
Inizialmente sui tratti stradali vennero utilizzate rotaie di tipo Phoenix, successivamente vennero montate rotaie di tipo Vignoles.

### Percorso
| Continuation backward |

| Unknown route-map component "exKDSTa" | Straight track |  |

| Unknown route-map component "exSTR" | Unknown route-map component "ABZgt2a" | Unknown route-map component "tSTRc3" |

|  | Unknown route-map component "exSTR" | Unknown route-map component "tSTRc12" + Straight track | Unknown route-map component "tABZl+34" | Unknown route-map component "tSTR+r" |

|  | Unknown route-map component "exSTR" | Unknown route-map component "ABZg+t1e" | Unknown route-map component "tSTRc4" | Unknown route-map component "tSTR" |

|  | Unknown route-map component "exKRWgl" | Unknown route-map component "eKRWg+r" |  | Unknown route-map component "tSTR" |

|  | Unknown route-map component "exKRWg+l" | Unknown route-map component "eKRWgr" |  | Unknown route-map component "tSTR" |

|  | Unknown route-map component "exDST" | Non-passenger station/depot on track |  | Unknown route-map component "tSTR" |

|  | Unknown route-map component "exSTR" | End station |  | Unknown route-map component "tSTR" |

|  | Unknown route-map component "exBST" |  |  | Unknown route-map component "tSTR" |

| Unknown route-map component "exKBHFaq" | Unknown route-map component "exABZg+r" |  |  | Unknown route-map component "tSTR" |

|  | Unknown route-map component "KDSTxa" |  |  | Unknown route-map component "tSTR" |

|  | Unknown route-map component "KRWgl" | Unknown route-map component "KRW+r" |  | Unknown route-map component "tSTR" |

|  | Enter and exit short tunnel | Straight track |  | Unknown route-map component "tSTR" |

|  | Unknown route-map component "ABZgt2a" | Unknown route-map component "tSTRc3" + Straight track |  | Unknown route-map component "tSTR" |

|  | Unknown route-map component "tSTRc1" + Straight track | Unknown route-map component "tSTR2+4" + Straight track | Unknown route-map component "tSTRc3" | Unknown route-map component "tSTR" |

|  | Straight track | Unknown route-map component "tSTRc12" + Unknown route-map component "eSPL2" | Unknown route-map component "tABZl+34" + Unknown route-map component "vSTRc3" | Unknown route-map component "tSTRr" |

|  | Unknown route-map component "tSTRc2" + Straight track | Unknown route-map component "tSTR3+1" + Unknown route-map component "exvSTRc1" | Unknown route-map component "tSTRc4" + Unknown route-map component "evCONT4" |  |

| Unknown route-map component "ABZg+t1e" | Unknown route-map component "tSTRc4" |  |

| Continuation forward |

La linea ferroviaria collegava direttamente gli scali di smistamento di Trieste Centrale Scalo (Barcola Smistamento) e di Trieste Campo Marzio Smistamento. Lo scalo di Barcola era collegato anche alla stazione di Trieste Centrale: i convogli che da quest'ultima stazione erano diretti allo smistamento di Campo Marzio dovevano effettuare un regresso ferroviario. Nel 1923 fu aperto un nuovo varco fra lo scalo merci di Trieste Centrale e la zona portuale e da allora il regresso non fu più necessario.
La ferrovia percorreva le rive triestine dall'attuale riva III Novembre fino alla riva Grumula, per proseguire in sede propria a fianco dell'attuale via di Campo Marzio. Il binario della linea si immetteva negli impianti di Trieste Campo Marzio all'altezza dell'attuale passaggio Sant'Andrea.

## Materiale rotabile
Sulla Rivabahn/Linea delle Rive hanno prestato servizio le seguenti locomotive kkStB ed FS:
| Serie kkStB | Gruppo FS | Tipo di locomotiva | Rodiggio | Note            |
| ----------- | --------- | ------------------ | -------- | --------------- |
| 47          | 222       | vapore             | C        |                 |
| 56          | 261       | vapore             | C        |                 |
| 59          | -         | vapore             | C        |                 |
| 80.0 - 80.1 | 475       | vapore             | E        |                 |
| 80.900      | 476       | vapore             | E        |                 |
| 170         | 729       | vapore             | 1'D      |                 |
| 270         | 728       | vapore             | 1'D      |                 |
| -           | 740       | vapore             | 1'D      |                 |
| -           | 835       | vapore             | C        | occasionalmente |
| -           | 895       | vapore             | D        | occasionalmente |
| -           | D.141     | Diesel             | B'B'     |                 |
| -           | 245       | Diesel             | C        | occasionalmente |